# Münzenberg 60 (Quedlinburg)

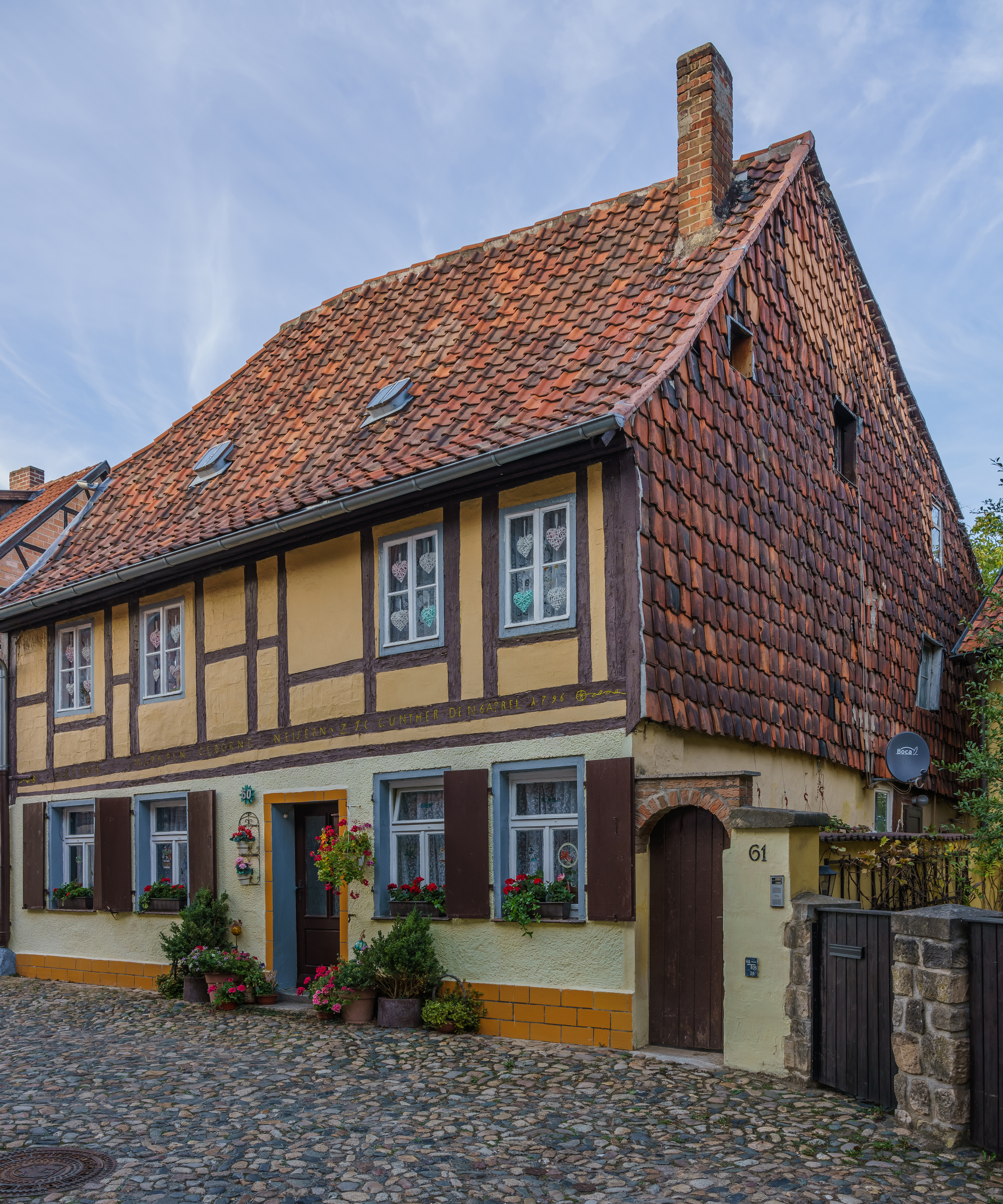
Haus Münzenberg 60

Das Haus Münzenberg 60 ist ein denkmalgeschütztes Gebäude in der Stadt Quedlinburg in Sachsen-Anhalt. 

## Lage
Es befindet sich im denkmalgeschützten Stadtviertel Münzenberg westlich der historischen Quedlinburger Altstadt und gehört zum UNESCO-Weltkulturerbe. Im Quedlinburger Denkmalverzeichnis ist es als Wohnhaus eingetragen.

## Architektur und Geschichte
Das zweigeschossige Fachwerkhaus entstand nach einer an der Stockschwelle befindlichen Inschrift im Jahr 1796 durch den Zimmermeister Johann Gabriel Günther (Z.J.G.GÜNTHER). Es ist aufwendiger ausgeführt als die meisten übrigen Gebäude des Münzenberges. Das Gebäude springt deutlich aus der Straßenflucht hervor.